# ミャンマー警察
ミャンマー警察(ビルマ語: မြန်မာနိုင်ငံ ရဲတပ်ဖွဲ့ 、英語：Myanmar Police Force、 略称MPF)。以前は人民警察( ပြည်သူ့ ) ရဲတပ်ဖွဲ့ ) という呼称だった。ミャンマーの法執行機関で、 1964年に内務省の独立した部門として設置された。

## 歴史

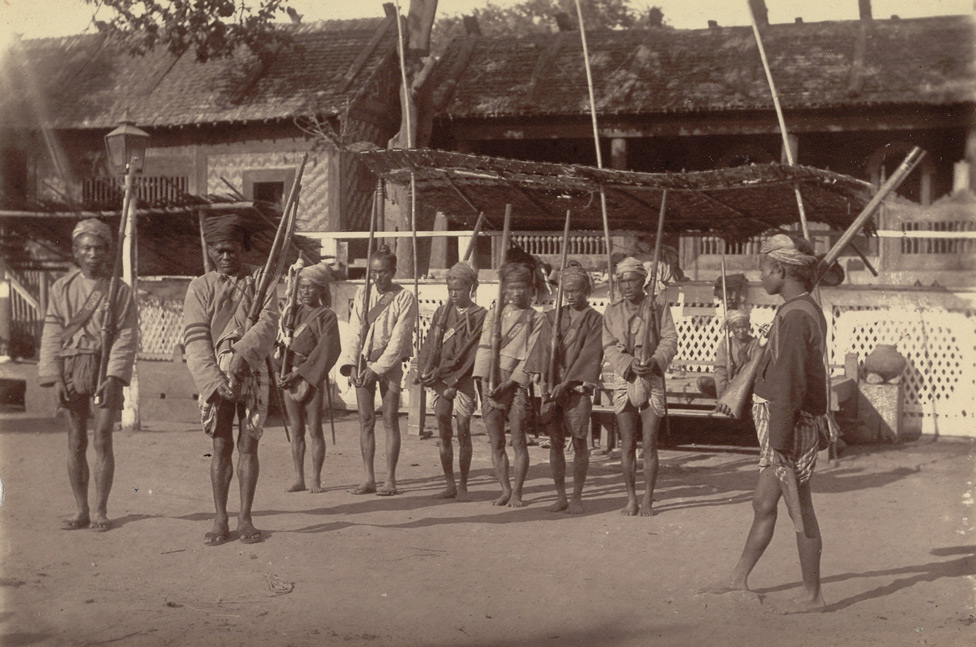
ビルマ警察（1886年）

### 英植民地時代
英植民地時代のミャンマーは非常に治安が悪く、1871年～1875年の間、殺人は53％、強盗は41％増加、1900年～1914年の間は26％増加（内訳不明）、1911年～1921年の間は殺人は31％、窃盗・強盗は109％増加で、英領インドでもっとも犯罪が多い地域だった。
1861年、英領インド内の地方警察または警察組織として、ビルマ警察（Burma Police：BP）が設立された。1887年にはビルマ軍警察（Burma Military Police：BMP）、1890年には鉄道警察（Railway Police：RP）、1899年にはラングーンタウン警察（Rangoon Town Police：RTP）が加わった。しかしBPは激増する犯罪に対処しきれなかった。また早くから諜報機関としての機能も整えられ、1890年、BP本部に情報部（Intelligence Branch：IB）が設立され、不審な外国人の動向に関する情報を収集し、国内の反対運動を監視し、政治的事件に対処した。1906年には犯罪捜査部（Criminal Investigation Department：CID）が設立されて政府の監視・情報収集を行い、のちに特別情報部（Special Intelligence Branch：SIB、SBと呼ばれることが多い）に再編された。
一方、警察官の構成であるが、1891年に英領インドの警察組織が再編された際、BPの幹部のほとんどは、インド帝国警察の隊員に占められるようになった。1938年の時点での警察官の民族構成比はビルマ族71％、インド人11.5％、カレン族8.7％と、軍隊と違ってビルマ族優位だったが、当時のヤンゴンの人口の半分がインド人だったことを反映して、ヤンゴンの警察官についてはビルマ族はわずか26％で、インド人が67％を占めていた。また警察幹部・巡査部長のほとんどはイギリス人で、スコットランド人やアイルランド人が多かった。
ただ当時のミャンマーで唯一武装した警察で、1886年に設立された憲兵隊はほぼ全員インド人だった。憲兵隊は1935年までに9個大隊にまで拡大し、「人種騒乱、暴動、災害、および地方当局が対処できない緊急事態の場合に任務を果たす、機動性のある武装警察」として機能した。1920年頃から、軍隊と憲兵は、少なくとも年に1回は、共同体、民族主義者、または労働者の暴動を鎮圧するために呼び出された。そのもっとも顕著な例が1930年～1932年のサヤーサンの乱である。このような事情から当時のBPは「植民地権力の手先」と軽蔑される存在だった。

### 日本占領期
1942年～1945年の日本占領期も治安は非常に悪く、1942年初頭に2万人の警察官が行方不明になり、1万5千人の囚人が刑務所から釈放された後、犯罪は激増し、殺人は7倍、強盗は20倍近くに達した。「民族主義の熱狂が蔓延し、強盗や殺人さえも口実にした。外国人の倉庫や家から盗むことは、ビルマ人から搾り取った富の単なる回収とみなされた」のだという。日本憲兵隊もBPもこの状況では無力だった。

### 独立後
1945年にイギリス軍がミャンマーを再占領すると、武装警察（Armed Police：AP）と国境警備隊（Frontier Constabulary：FC）を設立した。1948年、ミャンマーが「ビルマ連邦」として独立を果たすと、新しいビルマ警察と連邦憲兵（Union Military Police：UMP）が設立された。
この時期のミャンマーの治安も非常に悪く、1947年の最初3か月間の犯罪率は、1942年の日本軍侵攻時を除けば記録が残っているどの時期よりも高く、殺人率は1940年人口100万人あたり180人と2倍以上、強盗率は100万人あたり41人から1,260人に急増した。当時のイギリス当局の記録には「暴力犯罪が急増し、1946年3月までには、武装護衛なしではヤンゴン・マンダレー間の道路の一部は通行できなくなった」「（バゴー地方域の大半が）手に負えなくなり、反乱の瀬戸際にあった」「窃盗と強盗は『前例のない』割合に達し、地元の警察、村長、そして一般市民は報復を恐れて、容疑者に関する情報を提供しないよう脅迫された」「多くの遠隔地やアクセスしにくい地域では8年以上にわたって安定した政府が存在せず、その結果、無法が蔓延している」という文字が残っている。また悪化した治安に対応するために、国中で農民、地主、労働者、経営者、政治家、民族主義者、強盗団などが武装自警団を結成し、闇市場で利益を上げたり、道路にゲートを設置して通行料を徴収したり、時には窃盗、強盗、殺人などの凶悪犯罪を働いたりした。治安が回復したのはビルマ共産党（CPB）、人民義勇軍（PVO）、カレン民族同盟（KNU）などの反乱が一段落した1951年頃からで（ゆえに1951年に選挙を実施できた）、1958年～1960年のネ・ウィン選挙管理内閣の時期に劇的に治安が回復した。

### ビルマ社会主義計画党（BSPP）時代
1962年の軍事クーデターで、ネ・ウィンの軍事独裁政権が成立すると、1964年にBPとUMPは人民警察（People’s Police Force：PPF）に再編された。軍事政権下では国軍が「暴力」を独占し、PPFは国軍の弟分のような存在になり、それは現在でも変わっていない。ネ・ウィン時代、国軍の評判はそれほど悪くなかったが、政府とPPFの評判は悪かった。国民の間では、PPFは「極めて腐敗し、横柄で、搾取的」という評判で、実際、国民に対するいじめ、窃盗、恐喝、詐欺が横行していた。8888民主化運動の際に後述するロンテインがデモ隊を激しく弾圧したこちによって、その悪評は決定的なものになった。

### SLORC/SPDC時代 -  現在
1994年、当時SLORC第1書記だったキンニュンが、人民警察組織運営システム改革委員会（Committee for Reform of the People’s Police Force Management System：CRPPFMS）の委員長に就任し、以下のように警察制度を改革する意思を示した。
そして1995年、CRPPFMSの後援の下、PPFはミャンマー警察（Myanmar Police Force：MPF）に再編された。1999年には植民地時代から変わっていなかった警察マニュアルが改訂され、2000年と2001年には『マンガラ・スッタ』から引用したブッダの38の祝福を列挙した小冊子をすべての警察署と刑務所に配布、2001年には、全国の警察署にビルマ語と英語で「何かお探しですか？」と尋ねる標識が設置された。 また、警察官の士気を高め、警察に対する国民の意識を高めることを目的とした雑誌を複数発行することも決定された。2004年、キンニュンが失脚して軍情報総局（OCMI）が解体された後は、MPFは諜報機関としての機能を大幅に拡大され、その任務はSBによって遂行された。また部署の拡充と新設、専門性とモラルの向上、汚職の摘発などの改革も実施された。またMPFは、国軍ほど国際社会の制裁の受けておらず、中国、タイと定期的に会合を開き、オーストラリアにASEANの一員として研修生を派遣している。またインターポール、アセアンポール、麻薬取引、人身売買、マネーロンダリングなどの問題に取り組む国連機関やその他国際機関にも加盟している。2011年の民政移管後もこの改革路線は続き、2018年には女性警察官の比率が国際水準の25％に接近する20％に達したと報じられた。ただ2018年の時点でMPFの警察力は国土の61.5％しかカバーできておらず、国際水準に達するためには約4万人の増員が必要なのだという。
しかし、一連の改革もMPFによる度重なる国民に対する暴力行為により、国民の評判回復には繋がらなかった。2007年のサフラン革命ではロンテインがデモ隊を殴打し、2012年と2014年にはザガイン地方域のレパダウン銅山で、警察官が抗議者を殺傷、またカチン州のパカント鉱山では警察官による民間人殺傷事件が相次いでおり、2017年のロヒンギャ危機の際には、MPFが国軍とともにロヒンギャ掃討作戦を実行し、国際社会から非難を浴びた。
2021年クーデター後は、約7000人の警察官がCDM（市民不服従運動）に参加して職場を離れ、新規採用にも苦労しているのだという。また治安が悪化しているのにもかかわらず、人員不足のために犯罪に対処しきれず、国民の信頼もますます失っているとも報じられている。2022年には法改正により、警察官が戦闘に参加することが義務づけられた。

## 国軍との関係
MPFは国軍の弟分のような存在と言われ、暴動が発生した際にはまずMPFが出動するが、致死性のある武器は携えず、MPFでは鎮圧が不可能となった場合にのみ、国軍が出動する。8888民主化運動の際に、装備も規律もお粗末なロンテインが惨事を引き起こした反省から、近年では、近代的な防護服を着用し、警棒による突撃、催涙ガスや放水砲の使用、ゴム弾や散弾銃の発射に至るまで統制が取れているとされる。

## 組織
出典

### 本部
本部はネピドーにある。2025年5月現在の警察長官はジンミンテッ少将で、国軍士官学校（DSA）出身の軍人である。その下には警察准将の階級を持つ警察副長官（DCP）がおり、他に6人の准将がいて、それぞれ警察参謀長、警察副官、警察補給官、国際犯罪対策部長、警察訓練部長の役職に就いている。

### 警備警察司令部
MPFのホームページによると、ネピドー、ヤンゴン、マンダレー、ラカイン州の4つの地域にある。要人警護を任務とする。

### 国境警備警察部門

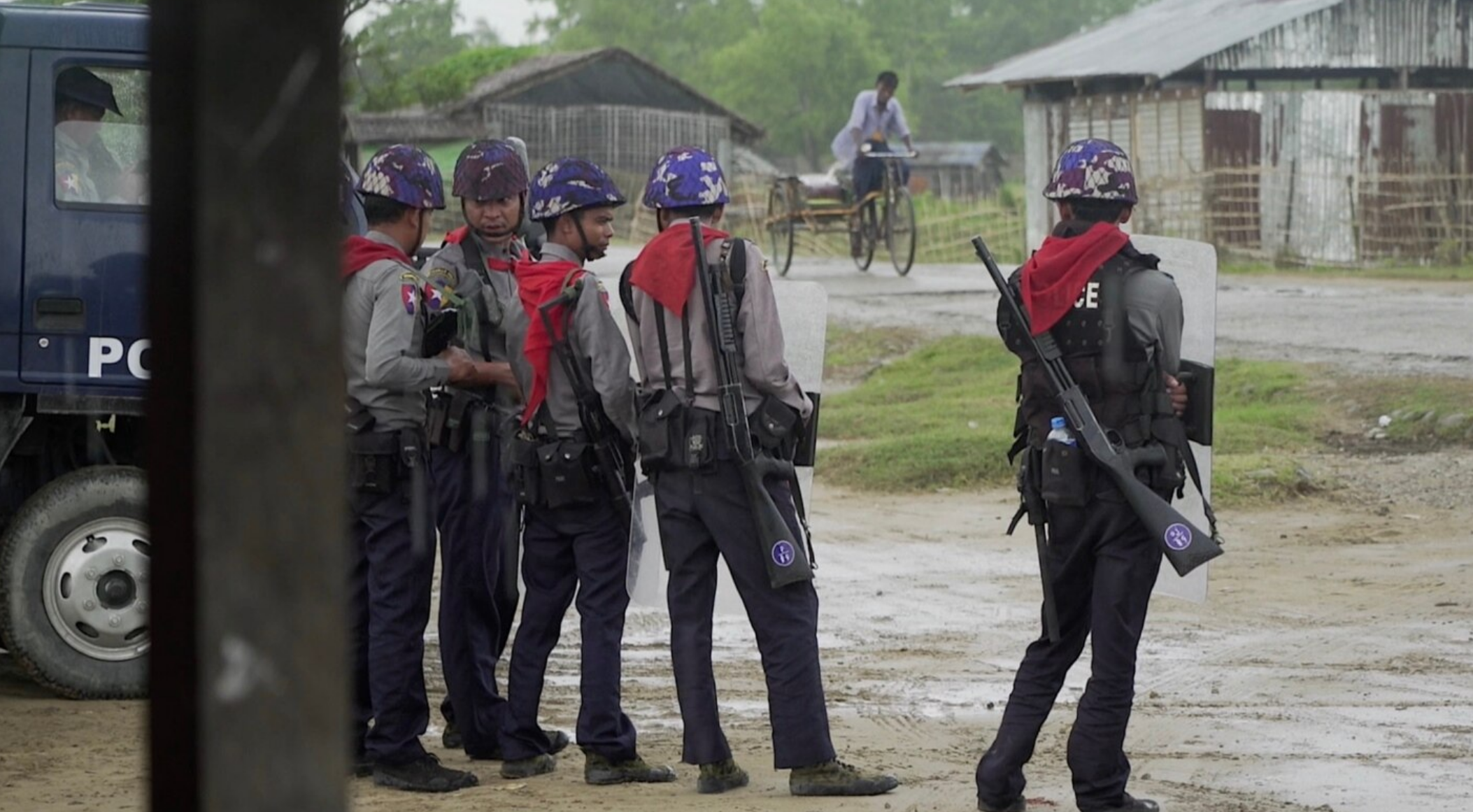
アキャブの難民キャンプ前で佇むBGPのメンバー。

通称BGP。国境警備隊（BGF）とは別組織。2012年に国境地帯入国管理機構（ナサカ）が解散されたのを受けて、2014年3月10日に設立された。ラカイン州北部のみで活動している。2025年5月現在、国軍とともにアラカン軍（AA）と戦っている。

### 特別部署
警察准将または警察大佐が指揮する特別部署が14ある。2022年3月4日の『エーヤワディー』の報道によると、海上警察、航空警察、観光警察、高速道路警察、油田警備警察、森林警察の6つの部門は廃止または人員削減され、他の部門に回されたとのことである。
1. 刑事部[注釈 2]：ネピドーに中央本部があり、ヤンゴンとマンダレーに地方支部がある。さらに各地方域・州の首都には、警察中尉の指揮下にある小規模な犯罪捜査局（CID）派遣部隊が設置されている。特別支部もネピドーに本部があり、上ビルマと下ビルマに支部がある。
2. 特別支部：2011年以降、政治情報の収集と評価の全責任を担っているとされる[25]。
3. 人身売買対策課
4. 金融犯罪対策課
5. 麻薬取締局[注釈 3]
6. 鉄道警察
7. 海上警察
8. 航空警察
9. 観光警察
10. 都市開発委員会の警察：ネピドー、ヤンゴン、マンダレーにあり、後二者はヤンゴン市警、マンダレー市警に置き換わったものと思われる。
11. 交通警察
12. 高速道路警察
13. 油田警備警察
14. 森林警察

### 地方域警察と州警察
ミャンマーの14の地方域および州に相当する14の地方域・州警察が存在する。警察准将または大佐によって指揮され、それぞれの首都に本部がある。その下には、県、郡区、そして（一部の地域では）村・町レベルの警察があり、2011年の時点で国内に1,200以上の警察署があった。

### 警察大隊司令部
1974年創設。「ロンテイン（Lon Htein）」の名前で知られる。主要任務は「暴動、破壊活動、暴動の鎮圧」であり、ミャンマーでデモが起きた時に、防護盾を持って鎮圧に当たっているのが彼らである。16個大隊あるが、現在活動しているのは15個大隊とされる。各大隊は350人～500人の隊員によって構成され、ネピドーに駐屯する警察准将によって指揮されている。15個大隊のうち、7個はヤンゴン地方域、2個はマンダレー地方域、2個はラカイン州、2個はバゴー地方域、1個はザガイン地方域、1個はモン州に駐屯している。また警察大佐の指揮下にある3つの副大隊司令部がヤンゴン、マンダレー、アキャブに駐屯している。

### 訓練センター
MPFのホームページによると、以下の4種類の訓練センターがある。
- 警察官訓練学校：警察士官候補生を警察少尉にまで育成する施設。
- 警察官戦術学校：警察官の能力開発のために再教育施設。
- 警察下士官訓練学校：警察下士官の能力を向上させるための再教育施設。
- 第1～4警察基礎訓練学校：新人警察官のための教育施設。